# Sjøelefantstranda
Der Sjøelefantstranda (norwegisch für See-Elefantenstrand) ist ein 300 m langer Strand an der Esmarch-Küste im Westen der subantarktischen Bouvetinsel im Südatlantik. Er liegt nördlich der Landspitze Catoodden.
Wissenschaftler des Norwegischen Polarinstituts benannten ihn 1980.